# Sesshō i kampaku
Sesshō (jap. 摂政 sesshō) i kampaku (jap. 関白 kanpaku; wym. kampaku) – regenci w dawnej Japonii.
Sesshō sprawował regencję w okresie małoletności cesarza, zaś kampaku pełnił funkcję doradcy i pierwszego ministra. Oba urzędy nosiły wspólną nazwę sekkan (摂関).
Od okresu Heian do 1868 (okres Meiji) sesshō i kampaku sprawowali władzę w imieniu cesarza. Początkowo musiała to być osoba z rodziny cesarskiej, od XII wieku urzędy te były obsadzane przez pięć rodów.
Po obaleniu siogunatu Tokugawa cesarz odzyskał pełnię władzy. Urząd kampaku został oficjalnie zlikwidowany w 1862, zaś tytuł sesshō został zastrzeżony tylko dla rodziny cesarskiej.
| Sesshō                | Kampaku               | Lata rządów     | Cesarz                          |
| --------------------- | --------------------- | --------------- | ------------------------------- |
| Shōtoku               |                       | pocz. VII wieku | Suiko                           |
| Fujiwara no Yoshifusa |                       | 858–872         | Seiwa                           |
| Fujiwara no Mototsune |                       | 872–880         | Seiwa, Yōzei                    |
|                       | Fujiwara no Mototsune | 880–890         | Yōzei, Kōkō, Uda                |
| Fujiwara no Tadahira  |                       | 930–941         | Suzaku                          |
|                       | Fujiwara no Tadahira  | 941–949         | Suzaku, Murakami                |
|                       | Fujiwara no Saneyori  | 967–969         | Reizei                          |
| Fujiwara no Saneyori  |                       | 969–970         | En’yū                           |
| Fujiwara no Koretada  |                       | 970–972         | En’yū                           |
|                       | Fujiwara no Kanemichi | 972–977         | En’yū                           |
|                       | Fujiwara no Yoritada  | 977–986         | En’yū, Kazan                    |
| Fujiwara no Kaneie    |                       | 986–990         | Ichijō                          |
|                       | Fujiwara no Kaneie    | 990             | Ichijō                          |
|                       | Fujiwara no Michitaka | 990             | Ichijō                          |
| Fujiwara no Michitaka |                       | 990–993         | Ichijō                          |
|                       | Fujiwara no Michitaka | 993–995         | Ichijō                          |
|                       | Fujiwara no Michikane | 995             | Ichijō                          |
| Fujiwara no Michinaga |                       | 1016–1017       | Go-Ichijō                       |
| Fujiwara no Yorimichi |                       | 1017–1019       | Go-Ichijō                       |
|                       | Fujiwara no Yorimichi | 1019–1067       | Go-Ichijō, Go-Suzaku, Go-Reizei |
|                       | Fujiwara no Norimichi | 1068–1075       | Go-Sanjō, Shirakawa             |
|                       | Fujiwara no Morozane  | 1075–1086       | Shirakawa                       |
| Fujiwara no Morozane  |                       | 1086–1090       | Horikawa                        |
|                       | Fujiwara no Morozane  | 1090–1094       | Horikawa                        |
|                       | Fujiwara no Moromichi | 1094–1099       | Horikawa                        |
|                       | Fujiwara no Tadazane  | 1105–1107       | Horikawa                        |
| Fujiwara no Tadazane  |                       | 1107–1113       | Toba                            |
|                       | Fujiwara no Tadazane  | 1113–1121       | Toba                            |
|                       | Fujiwara no Tadamichi | 1121–1123       | Toba                            |
| Fujiwara no Tadamichi |                       | 1123–1129       | Sutoku                          |
|                       | Fujiwara no Tadamichi | 1129–1141       | Sutoku                          |
| Fujiwara no Tadamichi |                       | 1141–1150       | Konoe                           |
|                       | Fujiwara no Tadamichi | 1150–1158       | Konoe, Go-Shirakawa             |
|                       | Konoe Motozane        | 1158–1165       | Nijō                            |
| Konoe Motozane        |                       | 1165–1166       | Rokujō                          |
| Fujiwara no Motofusa  |                       | 1166–1172       | Rokujō, Takakura                |
|                       | Fujiwara no Motofusa  | 1172–1179       | Takakura                        |
|                       | Konoe Motomichi       | 1179–1180       | Takakura                        |
| Konoe Motomichi       |                       | 1180–1183       | Antoku                          |
| Matsudono Moroie      |                       | 1183–1184       | Antoku                          |
| Konoe Motomichi       |                       | 1184–1186       | Antoku, Go-Toba                 |
| Kujō Kanezane         |                       | 1186–1191       | Go-Toba                         |
|                       | Kujō Kanezane         | 1191–1196       | Go-Toba                         |
|                       | Konoe Motomichi       | 1196–1198       | Tsuchimikado                    |
| Konoe Motomichi       |                       | 1198–1202       | Tsuchimikado                    |
| Kujō Yoshitsune       |                       | 1202–1206       | Tsuchimikado                    |
| Konoe Iezane          |                       | 1206            | Tsuchimikado                    |
|                       | Konoe Iezane          | 1206–1221       | Tsuchimikado, Juntoku           |
| Kujō Michiie          |                       | 1221            | Chūkyō                          |
| Konoe Iezane          |                       | 1221–1223       | Go-Horikawa                     |
|                       | Konoe Iezane          | 1223–1228       | Go-Horikawa                     |
|                       | Kujō Michiie          | 1228–1231       | Go-Horikawa                     |
| Kujō Norizane         |                       | 1231–1232       | Go-Horikawa                     |
| Kujō Norizane         |                       | 1232–1235       | Shijō                           |
| Kujō Michiie          |                       | 1235–1237       | Shijō                           |
| Konoe Kanetsune       |                       | 1237–1242       | Shijō                           |
|                       | Konoe Kanetsune       | 1242            | Go-Saga                         |
|                       | Nijō Yoshizane        | 1242–1246       | Go-Saga                         |
|                       | Ichijō Sanetsune      | 1246            | Go-Saga                         |
| Ichijō Sanetsune      |                       | 1246–1247       | Go-Fukakusa                     |
| Konoe Kanetsune       |                       | 1247–1252       | Go-Fukakusa                     |
| Takatsukasa Kanehira  |                       | 1252–1254       | Go-Fukakusa                     |
|                       | Takatsukasa Kanehira  | 1254–1261       | Go-Fukakusa, Kameyama           |
|                       | Nijō Yoshizane        | 1261–1265       | Kameyama                        |
|                       | Ichijō Sanetsune      | 1265–1267       | Kameyama                        |
|                       | Konoe Motohira        | 1267–1268       | Kameyama                        |
|                       | Takatsukasa Mototada  | 1268–1273       | Kameyama                        |
|                       | Kujō Tadaie           | 1273–1274       | Kameyama                        |
| Kujō Tadaie           |                       | 1274            | Go-Uda                          |
| Ichijō Ietsune        |                       | 1274–1275       | Go-Uda                          |
| Takatsukasa Kanehira  |                       | 1275–1278       | Go-Uda                          |
|                       | Takatsukasa Kanehira  | 1278–1287       | Go-Uda                          |
|                       | Nijō Morotada         | 1287–1289       | Go-Uda, Fushimi                 |
|                       | Konoe Iemoto          | 1289–1291       | Fushimi                         |
|                       | Kujō Tadanori         | 1291–1293       | Fushimi                         |
|                       | Konoe Iemoto          | 1293–1296       | Fushimi                         |
|                       | Takatsukasa Kanetada  | 1296–1298       | Fushimi                         |
| Takatsukasa Kanetada  |                       | 1298            | Go-Fushimi                      |
| Nijō Kanemoto         |                       | 1298–1300       | Go-Fushimi                      |
|                       | Nijō Kanemoto         | 1300–1305       | Go-Fushimi, Go-Nijō             |
|                       | Kujō Moronori         | 1305–1308       | Go-Nijō                         |
| Kujō Moronori         |                       | 1308            | Hanazono                        |
| Takatsukasa Fuyuhira  |                       | 1308–1311       | Hanazono                        |
|                       | Takatsukasa Fuyuhira  | 1311–1313       | Hanazono                        |
|                       | Konoe Iehira          | 1313–1315       | Hanazono                        |
|                       | Takatsukasa Fuyuhira  | 1315–1316       | Hanazono                        |
|                       | Nijō Michihira        | 1316–1318       | Hanazono, Go-Daigo              |
|                       | Ichijō Uchitsune      | 1318–1323       | Go-Daigo                        |
|                       | Kujō Fusazane         | 1323–1324       | Go-Daigo                        |
|                       | Takatsukasa Fuyuhira  | 1324–1327       | Go-Daigo                        |
|                       | Nijō Michihira        | 1327–1330       | Go-Daigo                        |
|                       | Konoe Tsunetada       | 1330            | Go-Daigo                        |
|                       | Takatsukasa Fuyunori  | 1330–1333       | Go-Daigo, Kōgon                 |
|                       | Konoe Tsunetada       | 1336–1337       | Kōmyō                           |
|                       | Konoe Mototsugu       | 1337–1338       | Kōmyō                           |
|                       | Ichijō Tsunemichi     | 1338–1342       | Kōmyō                           |
|                       | Kujō Michinori        | 1342            | Kōmyō                           |
|                       | Takatsukasa Morohira  | 1342–1346       | Kōmyō                           |
|                       | Nijō Yoshimoto        | 1346–1358       | Kōmyō, Sukō, Go-Kōgon           |
|                       | Kujō Tsunenori        | 1358–1361       | Go-Kōgon                        |
|                       | Konoe Michitsugu      | 1361–1363       | Go-Kōgon                        |
|                       | Nijō Yoshimoto        | 1363–1367       | Go-Kōgon                        |
|                       | Takatsukasa Fuyumichi | 1367–1369       | Go-Kōgon                        |
|                       | Nijō Moroyoshi        | 1369–1375       | Go-Kōgon, Go-En’yū              |
|                       | Kujō Tadamoto         | 1375–1379       | Go-En’yū                        |
|                       | Nijō Morotsugu        | 1379–1382       | Go-En’yū                        |
| Nijō Yoshimoto        |                       | 1382–1388       | Go-Komatsu                      |
| Konoe Kanetsugu       |                       | 1388            | Go-Komatsu                      |
| Nijō Yoshimoto        |                       | 1388            | Go-Komatsu                      |
|                       | Nijō Yoshimoto        | 1388            | Go-Komatsu                      |
|                       | Nijō Morotsugu        | 1388–1394       | Go-Komatsu                      |
|                       | Ichijō Tsunetsugu     | 1394–1398       | Go-Komatsu                      |
|                       | Nijō Morotsugu        | 1398 – 1399     | Go-Komatsu                      |
|                       | Ichijō Tsunetsugu     | 1399–1408       | Go-Komatsu                      |
|                       | Konoe Tadatsugu       | 1408–1409       | Go-Komatsu                      |
|                       | Nijō Mitsumoto        | 1409–1410       | Go-Komatsu                      |
|                       | Ichijō Tsunetsugu     | 1410–1418       | Go-Komatsu, Shōkō               |
|                       | Kujō Mitsuie          | 1418–1424       | Shōkō                           |
|                       | Nijō Mochimoto        | 1424–1428       | Shōkō                           |
| Nijō Mochimoto        |                       | 1428–1432       | Go-Hanazono                     |
| Nijō Kaneyoshi        |                       | 1432            | Go-Hanazono                     |
| Nijō Mochimoto        |                       | 1432–1433       | Go-Hanazono                     |
|                       | Nijō Mochimoto        | 1433–1445       | Go-Hanazono                     |
|                       | Konoe Fusatsugu       | 1445–1447       | Go-Hanazono                     |
|                       | Ichijō Kaneyoshi      | 1447–1453       | Go-Hanazono                     |
|                       | Takatsukasa Fusahira  | 1454–1455       | Go-Hanazono                     |
|                       | Nijō Mochimichi       | 1455–1458       | Go-Hanazono                     |
|                       | Ichijō Norifusa       | 1458–1463       | Go-Hanazono                     |
|                       | Nijō Mochimichi       | 1463–1467       | Go-Hanazono, Go-Tsuchimikado    |
|                       | Ichijō Kaneyoshi      | 1467–1470       | Go-Tsuchimikado                 |
|                       | Nijō Masatsugu        | 1470–1476       | Go-Tsuchimikado                 |
|                       | Kujō Masamoto         | 1476–1479       | Go-Tsuchimikado                 |
|                       | Konoe Masaie          | 1479–1483       | Go-Tsuchimikado                 |
|                       | Takatsukasa Masahira  | 1483–1487       | Go-Tsuchimikado                 |
|                       | Kujō Masatada         | 1487–1488       | Go-Tsuchimikado                 |
|                       | Ichijō Fuyuyoshi      | 1488–1493       | Go-Tsuchimikado                 |
|                       | Konoe Hisamichi       | 1493–1497       | Go-Tsuchimikado                 |
|                       | Nijō Hisamoto         | 1497            | Go-Tsuchimikado                 |
|                       | Ichijō Fuyuyoshi      | 1497–1501       | Go-Tsuchimikado, Go-Kashiwabara |
|                       | Kujō Hisatsune        | 1501–1513       | Go-Kashiwabara                  |
|                       | Konoe Hisamichi       | 1513–1514       | Go-Kashiwabara                  |
|                       | Takatsukasa Kanesuke  | 1514–1518       | Go-Kashiwabara                  |
|                       | Nijō Korefusa         | 1518–1525       | Go-Kashiwabara                  |
|                       | Konoe Taneie          | 1525–1533       | Go-Kashiwabara, Go-Nara         |
|                       | Kujō Tanemichi        | 1533–1534       | Go-Nara                         |
|                       | Nijō Korefusa         | 1534–1536       | Go-Nara                         |
|                       | Konoe Taneie          | 1536–1542       | Go-Nara                         |
|                       | Takatsukasa Tadafuyu  | 1542–1545       | Go-Nara                         |
|                       | Ichijō Fusamichi      | 1545–1548       | Go-Nara                         |
|                       | Nijō Haruyoshi        | 1548–1553       | Go-Nara                         |
|                       | Ichijō Kanefuyu       | 1553–1554       | Go-Nara                         |
|                       | Konoe Sakihisa        | 1554–1568       | Go-Nara, Ōgimachi               |
|                       | Nijō Haruyoshi        | 1568–1578       | Ōgimachi                        |
|                       | Kujō Kanetaka         | 1578–1581       | Ōgimachi                        |
|                       | Ichijō Uchimoto       | 1581–1585       | Ōgimachi                        |
|                       | Nijō Akizane          | 1585            | Ōgimachi                        |
|                       | Toyotomi Hideyoshi    | 1585–1591       | Ōgimachi, Go-Yōzei              |
|                       | Toyotomi Hidetsugu    | 1591–1595       | Go-Yōzei                        |
|                       | Kujō Kanetaka         | 1600–1604       | Go-Yōzei                        |
|                       | Nobutada Konoe        | 1605–1606       | Go-Yōzei                        |
|                       | Takatsukasa Nobufusa  | 1606–1608       | Go-Yōzei                        |
|                       | Kujō Yukiie           | 1608–1612       | Go-Yōzei, Go-Mizunoo            |
|                       | Takatsukasa Nobuhisa  | 1612–1615       | Go-Mizunoo                      |
|                       | Nijō Akizane          | 1615–1619       | Go-Mizunoo                      |
|                       | Kujō Yukiie           | 1619–1623       | Go-Mizunoo                      |
|                       | Konoe Nobuhiro        | 1623–1629       | Go-Mizunoo                      |
|                       | Ichijō Akiyoshi       | 1629            | Go-Mizunoo                      |
| Ichijō Akiyoshi       |                       | 1629–1635       | Meishō                          |
| Nijō Yasumichi        |                       | 1635–1647       | Meishō, Go-Kōmyō                |
| Kujō Michifusa        |                       | 1647            | Go-Kōmyō                        |
| Ichijō Akiyoshi       |                       | 1647            | Go-Kōmyō                        |
|                       | Ichijō Akiyoshi       | 1647–1651       | Go-Kōmyō                        |
|                       | Konoe Hisatsugu       | 1651–1653       | Go-Kōmyō                        |
|                       | Nijō Mitsuhira        | 1653–1663       | Go-Kōmyō, Go-Sai                |
| Nijō Mitsuhira        |                       | 1663–1664       | Reigen                          |
| Takatsukasa Fusasuke  |                       | 1664–1668       | Reigen                          |
|                       | Takatsukasa Fusasuke  | 1668–1682       | Reigen                          |
|                       | Ichijō Kaneteru       | 1682–1687       | Reigen                          |
| Ichijō Kaneteru       |                       | 1687–1689       | Higashiyama                     |
|                       | Ichijō Kaneteru       | 1689–1690       | Higashiyama                     |
|                       | Konoe Motohiro        | 1690–1703       | Higashiyama                     |
|                       | Takatsukasa Kanehiro  | 1703–1707       | Higashiyama                     |
|                       | Konoe Iehiro          | 1707–1709       | Higashiyama                     |
| Konoe Iehiro          |                       | 1709–1712       | Nakamikado                      |
| Kujō Sukezane         |                       | 1712–1716       | Nakamikado                      |
|                       | Kujō Sukezane         | 1716–1722       | Nakamikado                      |
|                       | Nijō Tsunahira        | 1722–1726       | Nakamikado                      |
|                       | Konoe Iehisa          | 1726–1736       | Nakamikado, Sakuramachi         |
|                       | Nijō Yoshitada        | 1736–1737       | Sakuramachi                     |
|                       | Ichijō Kaneka         | 1737–1746       | Sakuramachi                     |
|                       | Ichijō Michika        | 1746–1747       | Sakuramachi                     |
| Ichijō Michika        |                       | 1747–1755       | Momozono                        |
|                       | Ichijō Michika        | 1755–1757       | Momozono                        |
|                       | Konoe Uchisaki        | 1757–1762       | Momozono                        |
| Konoe Uchisaki        |                       | 1762–1772       | Go-Sakuramachi, Go-Momozono     |
|                       | Konoe Uchisaki        | 1772–1778       | Go-Momozono                     |
|                       | Kujō Naozane          | 1778–1779       | Go-Momozono                     |
| Kujō Naozane          |                       | 1779–1785       | Kōkaku                          |
|                       | Kujō Naozane          | 1785–1787       | Kōkaku                          |
|                       | Takatsukasa Sukehira  | 1787–1791       | Kōkaku                          |
|                       | Ichijō Teruyoshi      | 1791–1795       | Kōkaku                          |
|                       | Takatsukasa Masahiro  | 1795–1814       | Kōkaku                          |
|                       | Ichijō Tadayoshi      | 1814–1823       | Kōkaku, Ninkō                   |
|                       | Takatsukasa Masamichi | 1823–1856       | Ninkō, Kōmei                    |
|                       | Kujō Hisatada         | 1856–1862       | Kōmei                           |
|                       | Konoe Tadahiro        | 1862–1863       | Kōmei                           |
|                       | Takatsukasa Sukehiro  | 1863            | Kōmei                           |
|                       | Nijō Nariyuki         | 1863–1866       | Kōmei                           |
| Nijō Nariyuki         |                       | 1867            | Mutsuhito                       |
| Hirohito              |                       | 1921–1926       | Yoshihito                       |